# Groupe d'IC 5156
Le groupe d'IC 5156 comprend au moins 14 galaxies situées dans la constellation du Poisson austral. La distance moyenne entre ce groupe et la Voie lactée est d'environ 33,9 Mpc (∼111 millions d'al).

## Membres
Le tableau ci-dessous liste les 14 galaxies du groupe indiquées dans l'article de A.M. Garcia paru en 1993.
| Nom        | Class.       | Type                        | α (J2000.0)      | δ (J2000.0)      | Vitesse radiale (km/s) | m            | Distance (Mpc) | Diamètre (kal) |
| ---------- | ------------ | --------------------------- | ---------------- | ---------------- | ---------------------- | ------------ | -------------- | -------------- |
| NGC 7154   | SB(s)m pec?  | Spirale barrée magellanique | 21h 55m 21.04s   | -34° 48′ 50.9″   | 2616 ± 3               | 12,4         | 34,8 ± 2,5     | 86             |
| NGC 7163   | SB?(r)b?     | Spirale barrée              | 21h 59m 20.44s   | -31° 52′ 59.4″   | 2754 ± 10              | 12,4         | 36,6 ± 2,6     | 114            |
| NGC 7172   | Sa pec       | Spirale                     | 22h 02m 01.891s  | -31° 52′ 10.80″  | 2603 ± 12              | 11,9         | 34,4 ± 2,4     | 153            |
| NGC 7173   | E+ pec       | Elliptique                  | 22h 02m 03.19s   | -31° 58′ 25.3″   | 2497 ± 12              | 12,0         | 32,8 ± 2,3     | 182            |
| NGC 7174   | Sab pec      | Spirale                     | 22h 02m 06.45s   | -31° 59′ 34.677″ | 2659 ± 9               | 13,3         | 35,2 ± 2,5     | 163            |
| NGC 7176   | E pec?       | Elliptique                  | 22h 02m 08.4427s | -31° 59′ 23.143″ | 2511 ± 14              | 11,4         | 33,0 ± 2,4     | 183            |
| NGC 7187   | (R)SAB(r)0^+ | Lenticulaire                | 22h 02m 44.56s   | -32° 48′ 07.8″   | 2670 ± 21              | 12,5         | 35,4 ± 2,5     | 109            |
| IC 5156    | SB(rs)ab     | Spirale barrée              | 22h 03m 14.87s   | -33° 50′ 18.4″   | 2755 ± 10              | 12,2         | 36,7 ± 2,6     | 142            |
| ESO 404-12 | SAB(r)c      | Spirale intermédiaire       | 21h 57m 07.19s   | -34° 34′ 56.0″   | 2647 ± 1               | 11,20        | 35,2 ± 2,5     | 107            |
| ESO 404-27 | SB(s)c       | Spirale barrée              | 22h 03m 47.80s   | -32° 17′ 06.0″   | 2549 ± 1               | 11,75        | 33,6 ± 2,4     | 276            |
| ESO 404-39 | S?           | Spirale?                    | 22h 11m 41.79s   | -33° 53′ 09.5″   | 2527 ± 3               | 13,43        | 33,3 ± 2,4     | 56             |
| ESO 466-36 | Sa           | Spirale                     | 22h 01m 20.46s   | -31° 31′ 46.9″   | 2378 ± 9               | 13,03 ± 0,09 | 31,0 ± 2,2     | 157            |
| ESO 466-46 | S?           | Spirale?                    | 22h 02m 44.1389s | -31° 59′ 27.823″ | 2320 ± 18              | 13,51 ± 0,09 | 30,2 ± 2,2     | 68             |
| ESO 466-51 | SO?          | Lenticulaire                | 22h 03m 48.35s   | -31° 57′ 20.9″   | 2531 ± 12              | 12,93 ± 0,09 | 33,3 ± 2,4     | 87             |

Le site DeepskyLog permet de trouver aisément les constellations des galaxies mentionnées dans ce tableau ou si elles ne s'y trouvent pas, l'outil du site constellation permet de le faire à l'aide des coordonnées de la galaxie. Sauf indication contraire, les données proviennent du site NASA/IPAC.